# Sergei Makarenko
Sergei Makarenko (n. 11 septembrie 1937, Krîvîi Rih, RSS Ucraineană, URSS) este un caiacist ce a reprezentat Uniunea Republicilor Sovietice Socialiste, medaliat olimpic. A participat la o ediție a Jocurilor Olimpice (1960) în care a câștigat o medalie de aur.

## Participări
Lista de mai jos prezintă principalele competiții la care a participat Sergei Makarenko de-a lungul carierei.
- canoeing at the 1960 Summer Olympics – men's C-2 1000 metres[*]